# Rete celere di Lucerna
La rete celere di Lucerna (in tedesco S-Bahn Luzern) è un sistema di trasporto pubblico locale per la città di Lucerna e la regione circostante, in Svizzera.
Venne aperta il 12 dicembre 2004, è composta da 9 linee ed è una delle due parti del sistema ferroviario suburbano della Svizzera centrale; l'altra parte è rappresentata dalla rete ferrovia urbana di Zugo che serve il Canton Zugo.
La stazione centrale di Lucerna è una stazione terminale con due soli binari in entrata a scartamento normale, e per il momento non sono previsti grandi investimenti per aumentarne la capacità.
Per questa ragione, la rete celere lucernese è composta essenzialmente da treni regionali rinominati, e non è possibile creare ulteriori fermate in città lungo il collo di bottiglia del doppio binario in entrata. Più in periferia sono state aperte alcune nuove fermate.
Il cardine degli investimenti nel futuro prossimo sarà l'ampliamento a doppio binario della linea a scartamento ridotto che collega la stazione di Lucerna alla regione a sud della città.

## Linee
- S1 Sursee - Lucerna - Baar
- S2 Baar Lindenpark - Erstfeld
- S3 Lucerna - Brunnen
- S31 Arth-Goldau - Biberbrugg
- S4 Lucerna - Wolfenschiessen
- S44 Lucerna - Stans (rinforzo della S4)
- S5 Lucerna - Giswil
- S55 Lucerna - Sachseln (rinforzo della S5)
- S6 Lucerna - Langnau im Emmental / Langenthal
- S7 (Lucerna -) Wolhusen - Langenthal
- S77 Lucerna - Willisau (rinforzo della S7)
- S9 Lucerna - Lenzburg
- S99 Lucerna - Hochdorf (rinforzo della S9)

## Gestori del servizio
La rete celere lucernese è operata da quattro diverse società ferroviarie:
- BLS: S6, S7, S77
- Ferrovie Federali Svizzere (FFS): S1, S3, S8, S9, S29, S2
- Schweizerische Südostbahn (SOB): S31
- Zentralbahn (ZB): le linee a scartamento ridotto S4 e S5, S44, S55